# Windbergschacht

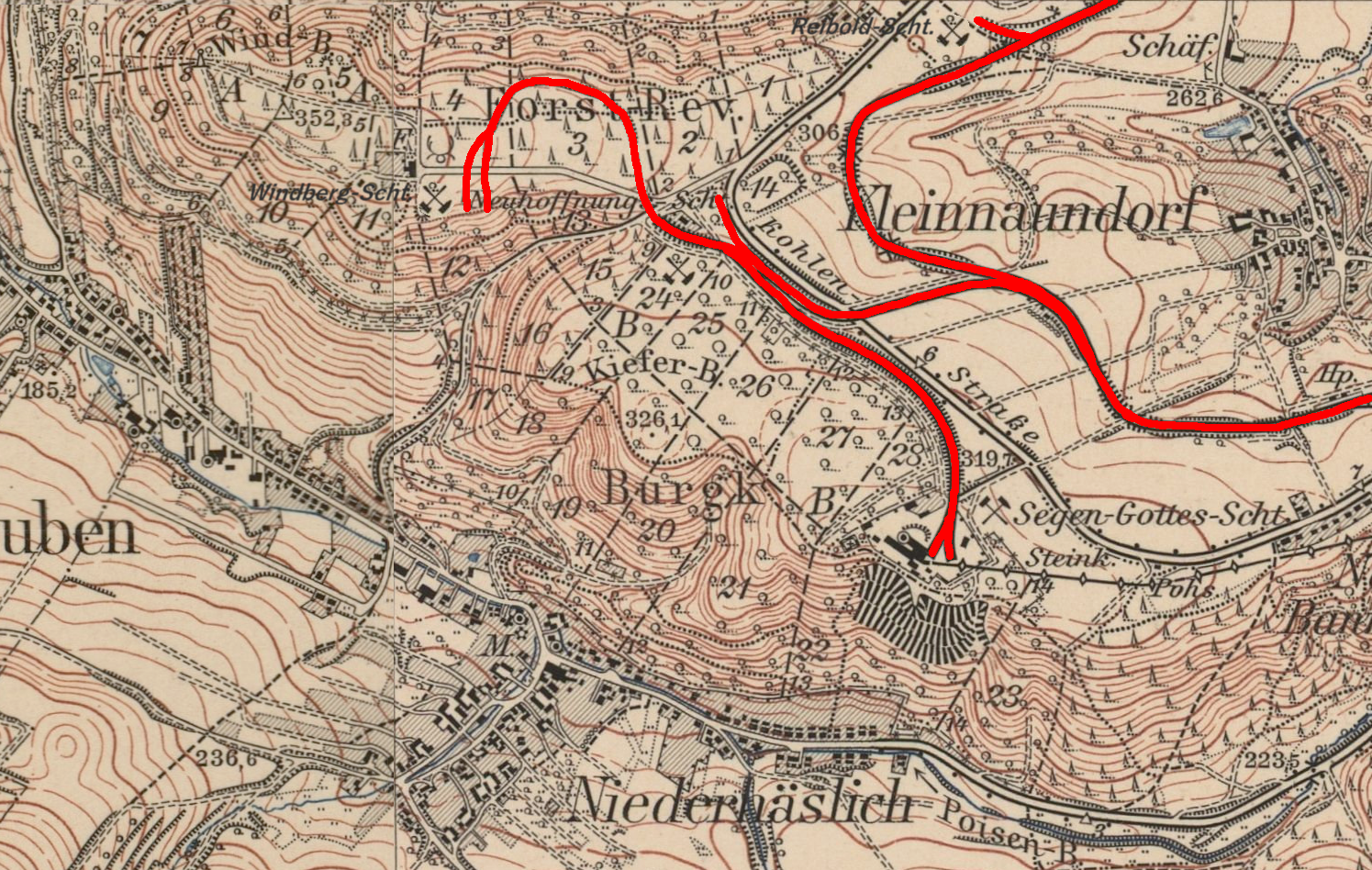
Karte der Schachtanlagen (Meßtischblatt, 1912)

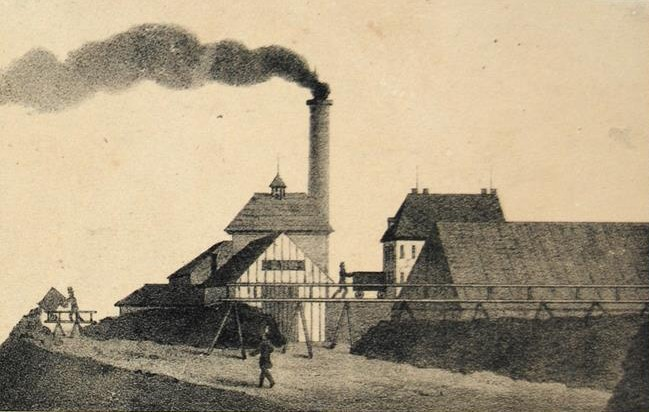
„Der Windbergschacht im Plauischen Grunde“ (Lithografie, undatiert)

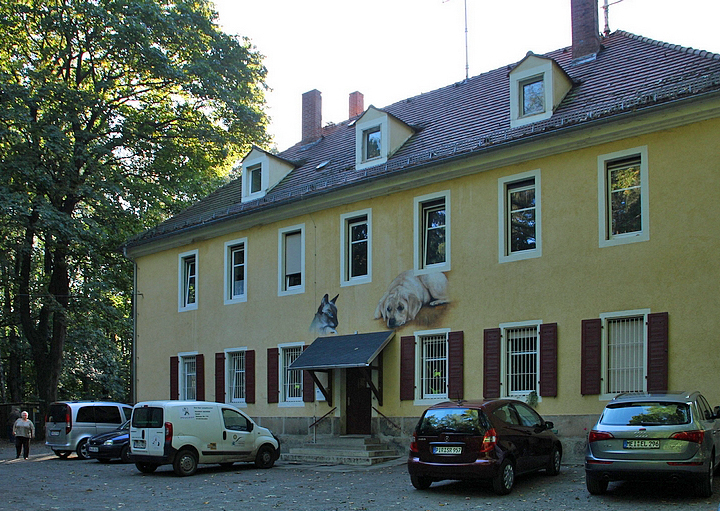
Huthaus des Windbergschachtes (2011)

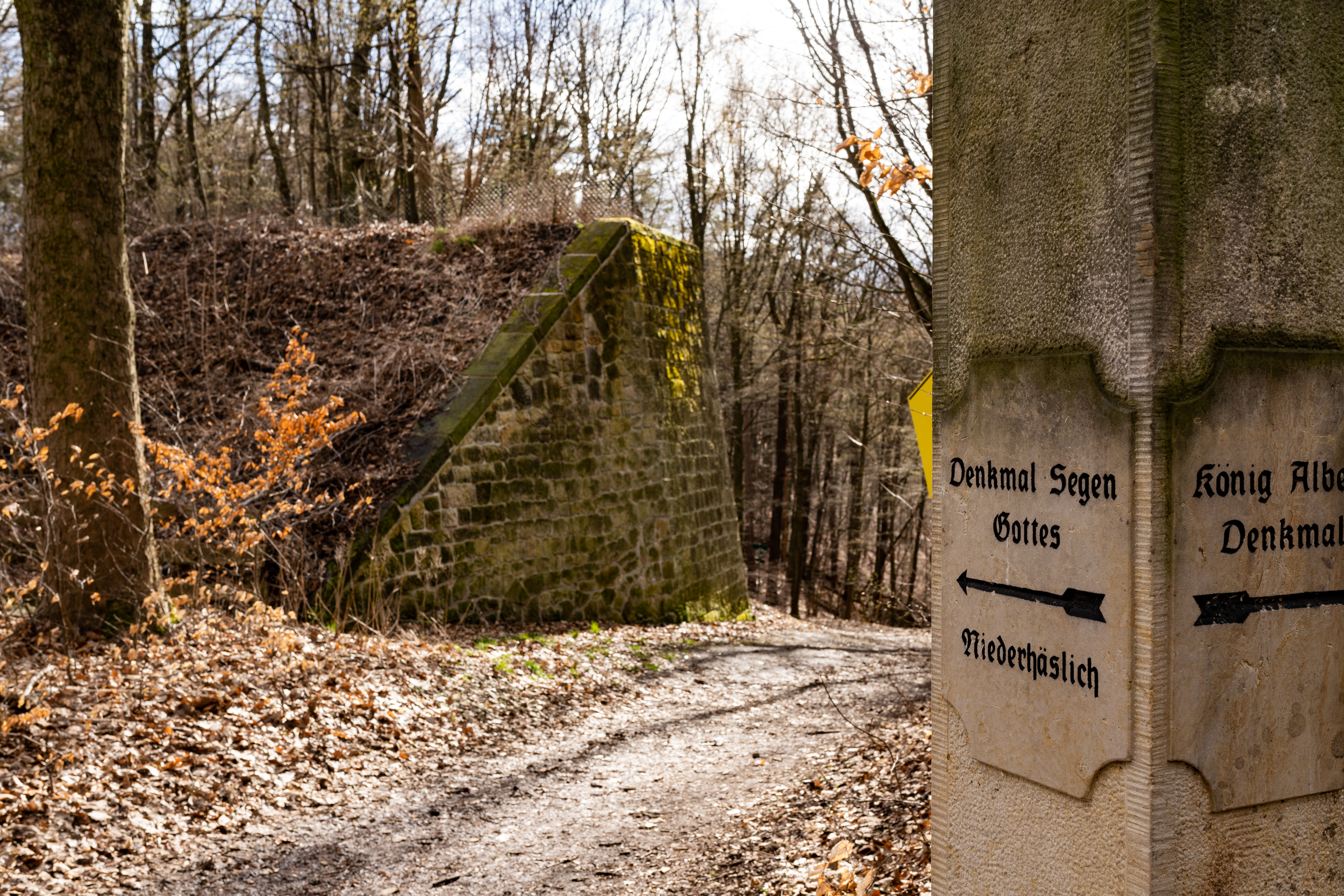
Erhaltenes östliches Widerlager einer Holzbrücke der Kohlenbahn am Neuhoffnungsschacht

Der Windbergschacht war eine Steinkohlengrube des Potschappler Aktienvereins. Der Schacht lag im zentralen Teil der Steinkohlenlagerstätte des Döhlener Beckens auf Kleinburgker Flur. Das erhaltene Huthaus auf dem Plateau des Windbergs ist ein Kulturdenkmal der Stadt Freital.

## Geschichte
Der Potschappler Aktienverein begann 1845 mit dem Teufen des Schachtes. Der bei 340 m NN angesetzte Schacht erreichte eine Teufe von 452 Metern. Im Jahr 1847 wurde das 1. Flöz mit einer Mächtigkeit von 5,10 Meter bei 404,40 Metern durchteuft. Die Teufe wurde bei 412,30 Metern eingestellt. Die Dampffördermaschine mit einer Leistung von 33 PS wurde 1846 vom Jacobiwerk AG Meißen geliefert. Es handelte sich dabei um eine Hochdruckmaschine mit Balancier und veränderlicher Expansion, die auch die Pumpen für die Wasserhaltung antrieb.
Vom Poisental bei Niederhäslich aus wurde eine 730 Meter lange Rösche aufgefahren. Sie erreicht den Schacht in einer Teufe von 166 Metern. Sie diente der Zuführung von Betriebswasser.
Am 30. März 1857 wurde der Anschluss des Schachtes an die neugebaute Hänichener Kohlenzweigbahn (Windbergzweigbahn), die den Abtransport der Kohlen erheblich erleichterte, in Betrieb genommen. Im Jahr 1860 waren 22 Kohlenörter in Betrieb und 112 Bergleute beschäftigt.
Am 2. September 1850 kamen bei einer Schlagwetterexplosion neun Bergleute ums Leben. Weitere drei Bergleute starben bei einer weiteren Schlagwetterexplosion im Jahr 1868. Gleiches wiederholte sich am 10. Dezember 1876, als 25 Tote zu beklagen waren. Die Opfer fanden auf dem neuen Döhlener Friedhof ihre letzte Ruhe.
1867 wurde der Schacht vom Oberbergamt in Freiberg aufgrund des bei einer Inspektion vorgefundenen morschen Schachtausbaues für die Fahrung und Kohleförderung zwischen dem 11. Juli und 3. Oktober des Jahres gesperrt. Während dieser Zeit wurde aber die Auffahrung eines tiefen Querschlages und die Weiterteufe des Schachtes, zur Erschließung des Südfeldes, auf die Endteufe von 452 Metern fortgesetzt. 1871 wurde an der Grubenfeldgrenze eine Rettungsstrecke in das Grubenfeld des Neuhoffnungsschachtes der Freiherrlich von Burgker Steinkohlen- und Eisenhüttenwerke durchgeschlagen. Am 29. Februar 1872 wurde die Endteufe des Schachtes erreicht.
Im Jahr 1878 wurde die Förderung nach Erschöpfung der Vorräte eingestellt. 1881 wurde der Schacht abgeworfen und anschließend verfüllt. Die Tagesanlagen riss man kurz darauf mit Ausnahme des Huthauses ab. Es diente zunächst als Forsthaus, später (bis 1975) auch als Pflegeheim. In den 1980er Jahren wurde es als Gästehaus der Stadt Freital genutzt. Heute ist darin ein Tierheim untergebracht.
Der Schacht wurde 1978 durch die Bergsicherung Freital verwahrt.

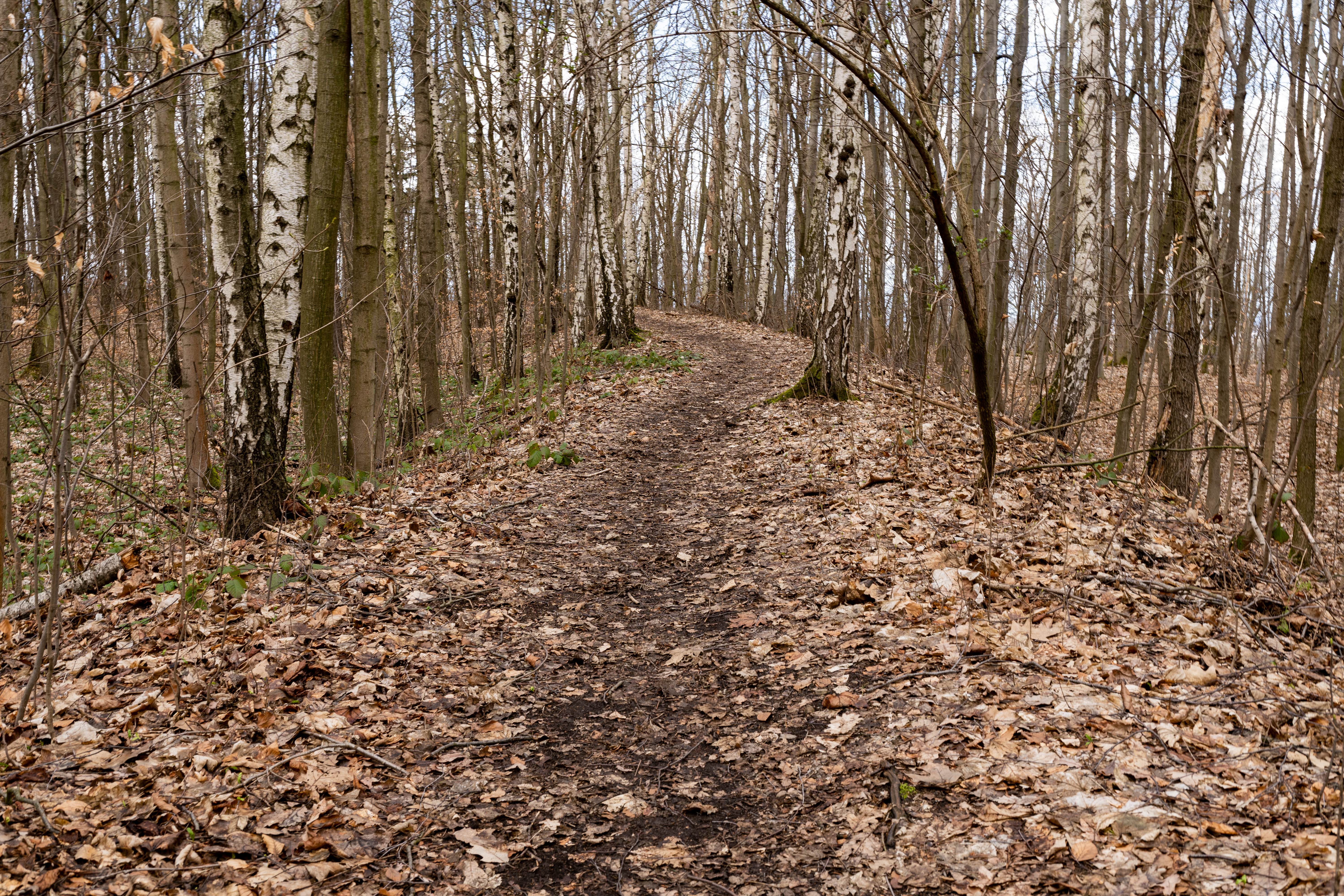
Wanderweg auf dem Bahndamm der ehemaligen Windbergzweigbahn

Auch heute noch sind die Überreste des Bahnkörpers der Windbergzeigbahn zu sehen und können als Weg über den Windberg genutzt werden. Bemerkenswert ist das noch erhaltene östliche Widerlager einer ehemals sieben Meter langen Holzbrücke über einen öffentlichen Weg am Neuhoffnungsschacht.